# Dom na Smrekovcu
Dom na Smrekovcu – schronisko turystyczne w Alpach Kamnicko-Sawińskich w Słowenii.

## Opis
Schronisko stoi na skraju hali Roma na południowym zboczu Smrekovca. Pierwsze schronisko wybudował Šaleški oddział Słoweńskiego Towarzystwa Górskiego w Šoštanju i otworzył je 3 września 1933. Partyzanci spalili je 12 sierpnia 1942. W 1949 pogorzelisko przejęło PD (Towarzystwo Górskie) Črna na Koroškem, które wybudowało i 30 września 1951 otworzyło nowy obiekt. W latach 1958 do 1962 postawiono 3 domki wypoczynkowe. W 1976 schronisko powiększono i wyremontowano; przy otwarciu 26 czerwca 1977 przemianowali je na dom na Smrekovcu. W 1983 schronisko podłączono do sieci elektrycznej z Šoštanja
Schronisko jest otwarte od początku maja do końca października, w innych miesiącach zaś w soboty, niedziele i święta. Dla większych grup po umówieniu się otworzą je też w inne dni. W dwóch częściach gościnnych jest 60 siedzeń, lada barowa; w 8 pokojach jest 36 łóżek, we wspólnej noclegowni zaś 20 miejsc; w domkach wypoczynkowych jest 13 miejsc; WC, umywalnia z ciepłą i zimną wodą w schronisku; część gościnną ogrzewa się piecem; woda bieżąca, prąd.

## Widok
Widok ze schroniska jest ograniczony, idziemy więc na szczyt Smrekovca. Na wschodzie widzimy Bele Vode, Šalešką dolinę z Velenjem i Šoštanjem, Paški Kozjak, Konjiška gorę, Boč i pagórki w stronę Niziny Panońskiej; na południowym wschodzie widzimy Gorę Oljkę oraz Savinjską dolinę z Ponikevskim płaskowyżem po lewej, Pogórzem Posawskim (Posavskim hribovjem) z Mrzlica po prawej, z tyłu zaś wzgórza w Kozjansku z Bohorem; na południu są w pobliżu Golte, na lewo za nimi Dobrovlje, na prawo zaś Menina planina, Lepenatka i Veliki Rogac; na zachód ciągnie się grzbiet Smrekovca z najwyższym szczytem Komenem oraz stromymi północnymi stokami, które schodzą do doliny Bistrej i łagodniejszymi południowymi stokami ku dolinie Ljubnicy, z tyłu zaś widzimy Olševę, Raduhę, Veliką planinę, szczyty Alp Sawińskich, a także Julijce z Triglavem; na północnej stronie wznoszą się Karawanki, dobrze widać Obir, Pecę, Uršlją gorę, z tyłu Svinška planinę oraz Wysokie Taury, na północnym schodzie zaś pobliskie Pohorje.

## Dostęp
- samochodem lokalną i leśną drogą Črna na Koroškem – Bele vode – Šoštanj, do odbicia leśnej drogi pod Kramaricą, do miejsca parkingowego w pobliżu schroniska, z Črnej na Koroškem jak i z Šoštanja 19 km
- samochodem lokalna i leśną drogą z Ljubnego ob Savinji przez Rastke i Atelsko sedlo – 17 km
- samochodem regionalną drogą Šoštanj – Črna na Koroškem, do przełęczy Spodnje Sleme, koło Andrejovego schroniska na Slemenu – 2 h 30
- z Šoštanja, przez Bele Vode – 4 h 30
- z Mozirja, przez Šmihel nad Mozirjem – 4 h
- z Mozirja, przez Golte – 5 h 30
- lokalną drogą z Rečicy ob Savinji do Suhe, 3 km, przez Golte – 5 h 30
- lokalną drogą z Rečicy ob Savinji do Nigujnicy, 3 km, čez Golte - 5 h 30
- z Ljubnego ob Savinji, przez Golte - 6 h
- lokalną drogą z Ljubnego ob Savinji do gospodarstwa Tašk w dolinie Ljubnicy, przez Golte - 6 h

## Szlaki turystyczne
- Mozirskie schronisko na Goltach (1356 m), 2,30 h (szlak łatwy)
- schronisko na Travniku (1548 m), 2,30 h (szlak łatwy)
- schronisko na Loce pod Raduhą (1534 m), 5 h (szlak łatwy)
- Andrejove schronisko na Slemenu (1096 m), 2,30 h (szlak łatwy)
- Dom na Uršlji gori (1680 m), 4,30 h (szlak łatwy)
- Smrekovec (1577 m), 30 min (szlak łatwy)
- Komen (1684 m), 2 h (szlak łatwy)